# Fraternidade Sacerdotal de São Pedro

Brasão da Fraternidade Sacerdotal de São Pedro

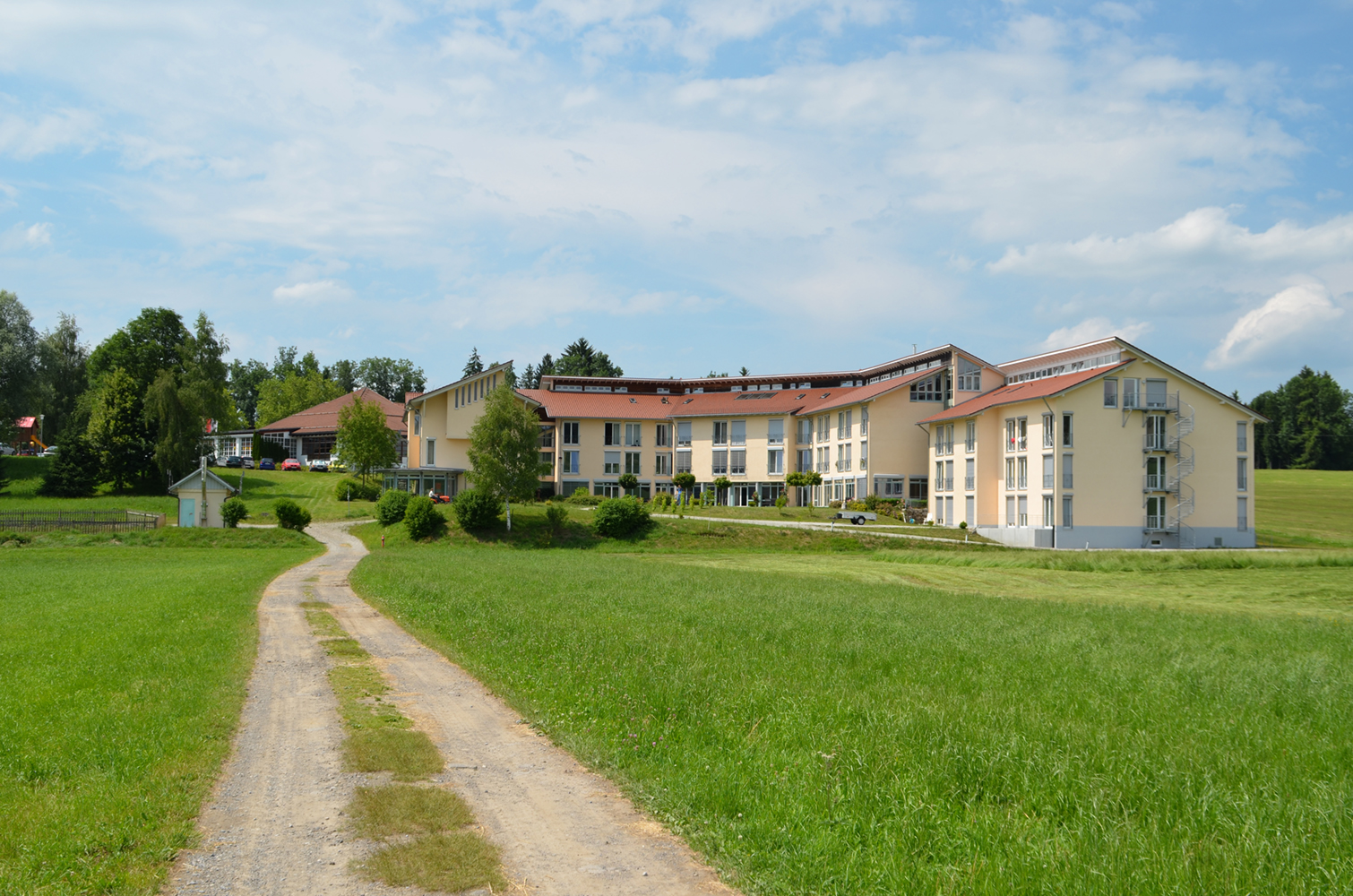
Seminário Internacional em Wigratzbad (distrito de Lindau)

A Fraternidade Sacerdotal de São Pedro (FSSP) (em latim: Fraternitas Sacerdotalis Sancti Petri) é uma sociedade de vida apostólica católica tradicionalista para sacerdotes e seminaristas em comunhão com a Santa Sé.
A sociedade foi fundada em 1988 sob a liderança de 12 padres que anteriormente eram membros da Fraternidade São Pio X (FSSPX), outra organização tradicionalista, mas que a deixaram após as consagrações de Écône, que resultou em seus bispos sendo excomungados pela Santa Sé.
A Fraternidade de São Pedro tem sede em Friburgo, na Suíça; possui dois seminários internacionais, um na Alemanha, em Wigratzbad, na Baviera, e outro nos Estados Unidos, em Denton, no Nebraska. A sociedade é oficialmente reconhecida pela Santa Sé e seus sacerdotes celebram a Missa Tridentina em locais de 147 dioceses do mundo.

## Status canônico
De acordo com o direito canônico, a FSSP é uma sociedade clerical de vida apostólica de direito pontifício. Não é, portanto, um instituto de vida consagrada e os seus membros não fazem votos religiosos, mas estão vinculados às mesmas leis gerais de celibato e obediência que o clero diocesano e, além disso, prestam juramento como membros da sociedade. O status de direito pontifício da fraternidade significa que foi estabelecida pelo Papa e responde apenas a ele em termos de seu funcionamento (através do Dicastério para os Institutos de Vida Consagrada e Sociedades de Vida Apostólica; antes de 17 de janeiro de 2019, através da Pontifícia Comissão Ecclesia Dei), e não aos bispos locais. Um bispo local ainda governa o trabalho da fraternidade dentro de sua respectiva diocese. Neste sentido, a sua organização e estatuto administrativo são semelhantes aos das ordens religiosas de direito pontifício (por exemplo, os jesuítas ou dominicanos).

## Cronologia
- 18 de Julho de 1988: fundação da Fraternidade Sacerdotal São Pedro, como sociedade clerical de vida apostólica;
- Livros litúrgicos utilizados: Missal, Ritual, Pontifical e Breviário romanos em vigor em 1962;
- Julho de 1988: audiências privadas com o Papa João Paulo II e o Cardeal Ratzinger;
- 18 de Outubro de 1988: erecção de direito pontifício pela Santa Sé;
- Páscoa de 1990: o Cardeal Ratzinger visita a Casa-Mãe (em Wigratzbad, na Baviera) e celebra a Missa tradicional;
- 1995: primeira paróquia pessoal confiada à FSSP;
- 12 de Outubro de 1999: o Papa João Paulo II benze a primeira pedra e um crucifixo para os dois novos seminários da Fraternidade, na Europa e na América;
- 8 de Outubro de 1999; 20 de Outubro de 2001: alocuções do Superior Geral da FSSP no Sínodo dos Bispos, em Roma;
- Dezembro de 2000; Junho de 2002; Junho de 2005: o Cardeal Castrillon-Hoyos, Presidente da Comissão Eclesia Dei e Prefeito da Congregação para o Clero, vem abençoar o novo Seminário São Pedro e ordenar sacerdotes para a FSSP;
- 29 de Junho de 2003: aprovação definitiva dos Estatutos pela Santa Sé.